# Sankt Martin im Mühlkreis
Sankt Martin im Mühlkreis település Ausztriában, Felső-Ausztria tartományban, a Rohrbachi járásban, területe 35 km².

## Fekvése
Tengerszint feletti magassága 549 méter. Sankt Martin im Mühlkreis Kirchberg ob der Donau, Aschach an der Donau, Feldkirchen an der Donau, Herzogsdorf, Niederwaldkirchen és Kleinzell im Mühlkreis településekkel határos.

## Népesség
Lakosainak száma 3757 fő (2018. január 1.).